# Acktjärnen, Hälsingland
Acktjärnen är en sjö i Bollnäs kommun i Hälsingland och ingår i Ljusnans huvudavrinningsområde. Sjön är 2 meter djup, har en yta på 0,296 kvadratkilometer och är belägen 308,1 meter över havet.

## Delavrinningsområde
Acktjärnen ingår i det delavrinningsområde (681691-152790) som SMHI kallar för Mynnar i Flästasjön. Medelhöjden är 207 meter över havet och ytan är 12,85 kvadratkilometer. Det finns inga avrinningsområden uppströms utan avrinningsområdet är högsta punkten. Vattendraget som avvattnar avrinningsområdet har biflödesordning 2, vilket innebär att vattnet flödar genom totalt 2 vattendrag innan det når havet efter 64 kilometer. Avrinningsområdet består mestadels av skog (69 procent) och jordbruk (13 procent). Avrinningsområdet har 0,3 kvadratkilometer vattenytor vilket ger det en sjöprocent på 2,3 procent. Bebyggelsen i området täcker en yta av 0,65 kvadratkilometer eller 5 procent av avrinningsområdet.